# Uno Westerholm
Karl Uno Alexander Westerholm, född 3 juni 1877 i Helsingfors, död 12 april 1931 i Stockholm, var en finlandssvensk försäkringsdirektör och idrottsledare. 
Westerholm var från 1912 verkställande direktör i Livränteanstalten Hereditas. Han innehade ett stort antal centrala idrottsledarposter och bidrog med sin framsynthet och energi avsevärt till idrottens utveckling. Han deltog med framgång i tävlingar i simning och simhopp 1900–1906. I simhopp vann han inofficiella finländska mästerskap (simförbundet grundades först 1906) i raka trampolinhopp 1902–1904, svikthopp 1902–1903 och varierande hopp 1906. 
Inom sin egen förening, HIFK Helsingfors, var Westerholm ordförande 1899–1900 och 1902–1914. Som motvikt till riksidrottsförbundet Finlands gymnastik- och idrottsförbund – grundat 1906, då de svenska representanterna, bland dem Westerholm, blev utvoterade ur styrelsen – grundades 1909 på hans initiativ ett separat IFK-förbund med honom själv som ordförande. Förbundet inställde sin verksamhet 1912, då Finlands svenska gymnastik- och idrottsförbund, från 1916 Svenska Finlands Idrottsförbund (SFI), kom till. Westerholm verkade som sekreterare till 1915 och var förbundsordförande 1916–1922. 
Inom simsporten och Helsingfors simsällskap (HSS), som var Westerholms speciella skötebarn, var han aktivt med. Han var styrelsemedlem och simlärare i HSS 1900, föreståndare för Ursins siminrättning i nio års tid, sekreterare 1906–1912 och ordförande 1917–1931. I hela 25 års tid var han sekreterare i Finlands sjöräddningssällskap. Främst på hans initiativ grundades 1906 Finska simförbundet med honom som sekreterare till 1914 och vice ordförande 1915.
Fotbollen hade inlett sitt segertåg på 1890-talet, och Westerholm var med 1907 då Finska Bollförbundet, senare Finlands Bollförbund, bildades. Han gjorde de första utkasten till regler i sporten. År 1908 valdes han till vice ordförande, 1910–1911 var han ordförande, men ställde inte upp för omval då SFI grundades 1912.
Westerholm var 1907–1926 styrelsemedlem i Finlands olympiska kommitté och dess representant vid OS i Stockholm, där han valdes in i juryn för simtävlingarna. Inom skidsporten var han likaså aktiv. Som medarrangör i Helsingfors skidklubb som 1906 arrangerade en internationell Vinteridrottsfest och som ordförande 1919 för Finlands vinteridrottsspel i Helsingfors utförde han ett viktigt arbete. 
Sin måhända idrottshistoriskt värdefullaste insats gjorde Westerholm i augusti 1924, då han på eget initiativ sammankallade ett hemligt möte i Helsingfors med vice ordföranden för Svenska idrottsförbundet, rektor Gösta Malmgren, och ordföranden i FGIF:s friidrottsutskott Aksel Ek, för att få till stånd ett landskampsutbyte i friidrott mellan Finland och Sverige. Mötet banade väg för kommande underhandlingar som resulterade i att den första landskampen mot Sverige arrangerades på Djurgården, Djurgårdens sportplan i Helsingfors den 5–6 september 1925. Därmed var grunden lagd för friidrottslandskampen Sverige-Finland.
Epitetet "den finlandssvenska idrottens fader" har i hög grad täckning. Westerholm var utrustad med en sällsynt organisationsförmåga, parad med färdighet att ta kontakt med alla utan avseende på språk och politik.